# Berufsbildungsgesetz (Schweiz)
Das Bundesgesetz über die Berufsbildung (Berufsbildungsgesetz, BBG) regelt die Berufsbildungen der Schweiz ausserhalb der Hochschulen. Das heisst sowohl die Sekundarstufe II (Berufslehre) als auch die Tertiärstufe mit eidgenössische Berufs- und höhere Fachprüfungen und den Bildungsgängen der höheren Fachschulen.

## Berufsfelder
Das aktuelle Berufsbildungsgesetz hat alle Berufsfelder in einem Gesetz zusammengeführt:
- die gewerblich-industriellen Berufe
- die kaufmännischen Berufe und den Detailhandel
- die Gesundheitsberufe (neu)
- die Berufe der Land- und Forstwirtschaft (neu)
- die sozialen Berufe
- die Gestaltungsberufe

## Dreieck der Berufsbildung
Die Zusammenarbeit der drei Partner in der Berufsbildung wurde massiv gestärkt (Dreieck der Berufsbildung):
- der Bund (Eidgenossenschaft) als verantwortliche Instanz für die Berufsbildung mit dem Bundesamt für Berufsbildung und Technologie als Koordinationsinstitution;
- die 26 Kantone, die die Lernenden zusammen mit den Organisationen der Arbeitswelt (OdA) auswählen, begleiten und die Ausbildung operativ an den Berufsfachschulen durchführen;
- die Organisationen der Arbeitswelt, die die Lernenden über den Lehrvertrag[1] einstellen und den zeitlich grössten Teil der Ausbildung bestreiten.

## Begriffe
Zu Verwechslungen können die neuen Bezeichnungen führen, die dem Zeitgeist entsprechend geschlechtergerecht angepasst wurden:
| Neue Bezeichnung                            | Alte Bezeichnung                                           |
| ------------------------------------------- | ---------------------------------------------------------- |
| Berufliche Grundbildung                     | Berufslehre                                                |
| Berufsbildner/in                            | Lehrmeister/in                                             |
| Berufsfachschule                            | Berufsschule                                               |
| Bildungsplan                                | Modell-Lehrgang, Modell-Lehrplan                           |
| Verordnung über die berufliche Grundbildung | Reglement über die Ausbildung und die Lehrabschlussprüfung |
| Berufslernende; Lernende; lernende Person   | Lehrling, Lehrtochter                                      |
| Organisationen der Arbeitswelt              | Berufsverband                                              |
| Qualifikationsverfahren                     | Lehrabschlussprüfung                                       |
| Überbetriebliche Kurse                      | Einführungskurse                                           |
| Lehrperson                                  | Lehrkraft; Lehrer/in                                       |

Die alten Begriffe sind aber in der Praxis weiterhin gebräuchlich.

## Geltungsbereich
Das Berufsbildungsgesetz regelt alle Berufsbereiche ausserhalb des Hochschulbereiches. Namentlich:
- Berufliche Grundbildung inkl. Berufsmatur
- höhere Berufsbildung
  - Höhere Fachschule
  - Berufsprüfung und Höhere Fachprüfung
- berufsorientierte Weiterbildung
- Qualifikationsverfahren, Ausweise und Titel

Kantonale Einführungsgesetze zum Berufsbildungsgesetz (EG BBG) enthalten weitere Bestimmungen zur beruflichen Grundbildung, zur höheren Berufsbildung, zur Weiterbildung und zur Berufs-, Studien- und Laufbahnberatung. Insbesondere erlauben sie auch kantonalen Bildungsgänge.

## Geschichte

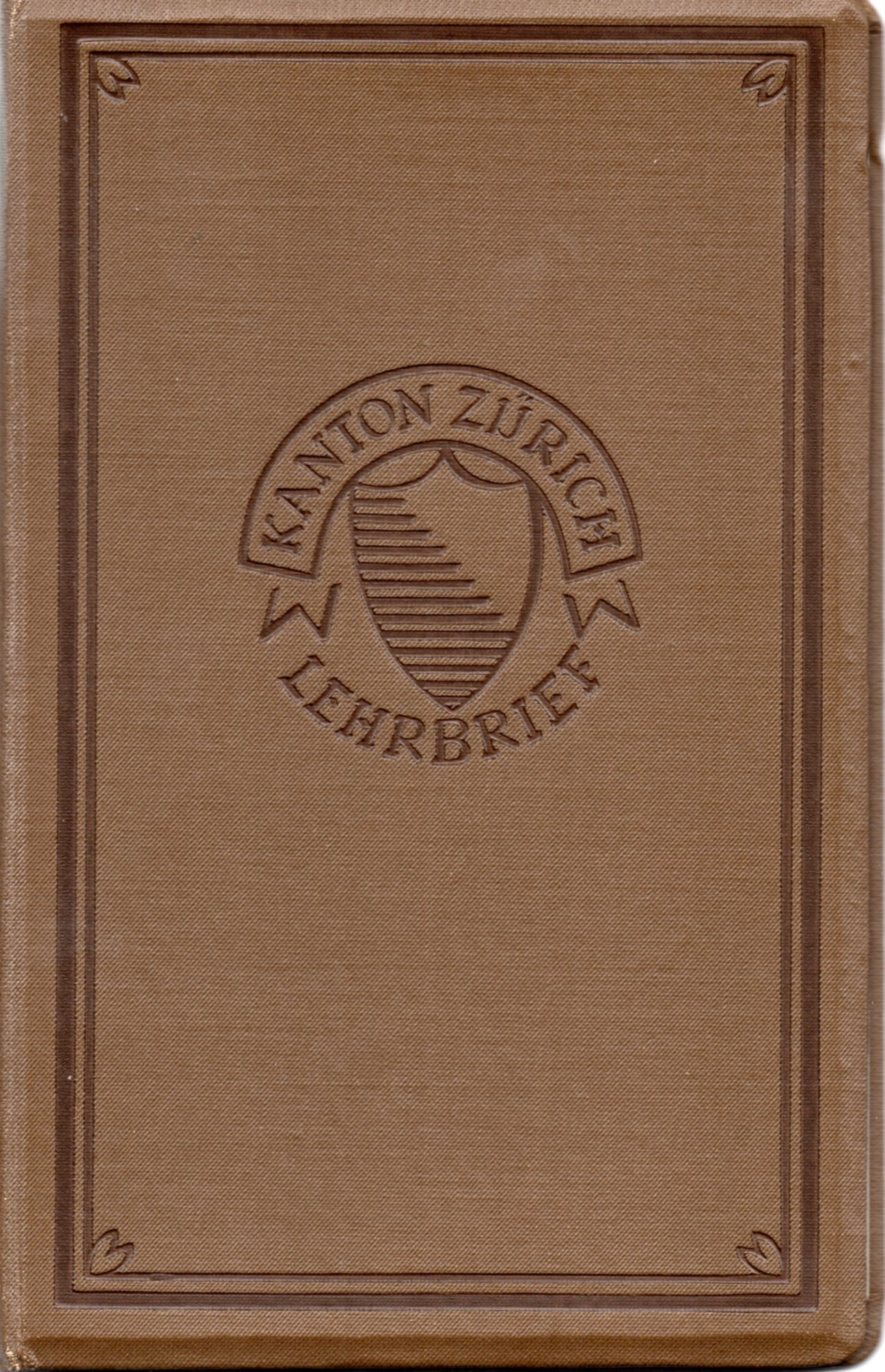
Lehrbrief von 1928, Kanton Zürich

Die Berufsbildung wurde ab dem 15. Jahrhundert von den Zünften zusammen mit den Stadtbehörden geregelt. Jeder Handwerkszweig hatte eine Handwerksordnung, in der Lehre, Gesellenwanderung und Meisterprüfung geregelt waren. Aufgrund der föderalistischen Schulhoheit der Kantone entstanden ab 1890 kantonale Berufsbildungsgesetze, deren Leitgedanken dem Schutz des Lehrlings, der Hebung der Ausbildungsqualität in Betrieben und Schulen, der Berufsberatung, der beruflichen Weiterbildung und der Finanzierung galten. Der Bund subventionierte ab 1884/85 die Aufwendungen für Berufsbildung der Kantone, Gemeinden und Dritter bei handwerklich-gewerblichen, industriellen, landwirtschaftlichen und kaufmännischen Berufen.

### Erstes Gesetz, 1930

#### Ablauf
Der Startschuss zum ersten Berufsbildungsgesetz war eine Abstimmung 1908 Förderung des Gewerbes durch den Bund.
Darauf wurde beschlossen, drei Gesetze vorzubereiten zu den Bereichen
1. Schutz des Gewerbes
2. Schutz der Arbeitnehmer im Gewerbe
3. berufliche Ausbildung

Von da an dauerte es aber noch seine Zeit, bis aus der Verfassungsgrundlage ein Berufsbildungsgesetz entstand. Der erste Entwurf war 1911 vom Schweizerischen Arbeiterbund, auf den 1918 ein Entwurf vom Schweizerischen Gewerbeverband folgte.
Aus Grundlage dieser Entwürfe schlug 1924 das eidgenössische Arbeitsamt einen eigenen Entwurf vor.
Schließlich und endlich wurde das erste Schweizer Berufsbildungsgesetz 1930 verabschiedet und 1933 in kraft gesetzt.

#### Inhalte
Das erste Gesetz galt für Handel und Verkehr sowie Handwerk und Industrie, wobei Gastgewerbe und Heimarbeit mit einbezogen waren.
Die Mindestlehrdauer betrug 1 Jahr. Die Berufsschulen unterstanden den jeweiligen Kantonen.

### Zweites Gesetz 1963

#### Entstehung
Die Revision des ersten Berufsbildungsgesetzes begann 1953.

#### Inhalte
Während das erste Gesetz noch stark auf Berufliche Fähigkeiten und Kenntnisse fokussiert war, erweiterte das zweite Gesetz die Ausbildung in Richtung praktische Allgemeinbildung.
| Vorher                           | Nachher                   |
| -------------------------------- | ------------------------- |
| berufliche Ausbildung            | Berufsbildung             |
| Fortbildungs- und Gewerbeschulen | Berufsschulen             |
| Geschäftskundliche Fächer        | allgemein bildende Fächer |

Gerade der Übergang vom Begriff Ausbildung zu Bildung zeigt subtil die Stossrichtung an: Während die Ausbildung einen Menschen auf einen Zweck hin formt, bildet Bildung die Grundlage zum selbstständigen handeln.

### Drittes Gesetz, 1980

#### Inhalte
- Dreigliedriges System: Lehrbetrieb, Einführungskurse, Berufsschule
  - Folge: Einführungskurse wurden in gewissen Berufen für verbindlich erklärt
- Die Möglichkeit den Lehrabschluss nachzuholen wurde gesetzlich verankert[2]
- die Berufsmatur wurde gesetzlich verankert, nach dem sie 1970 provisorisch als "freiwilliger Kurs" deklariert und eingeführt wurde[3]
- Verankerung der Anlehre für schwächere Schüler

### Viertes Gesetz, 2004
Die weiter oben beschriebenen heutigen Begriffe und Regelungen sind nun der Ausdruck des vierten und Aktuellen Berufsbildungsgesetzes.
Insbesondere sind folgende Meilensteine und Schlagwörter zu nennen:
- Die überbetrieblichen Kurse stehen als dritter Lernort auf gleicher Stufe wie der Lehrbetrieb und die Berufsfachschule
Die überbetrieblichen Kurse wurden damit fester Bestandteil der meisten Berufe
- Land- und Forstwirtschaft wurde ins Gesetz integriert (bisher eigene Regelungen)[4]
- Die Bereiche Gesundheit, Soziales und Kunst (bisher kantonal) wurden aufgenommen[5][6]
- Durchlässigkeit (Kein Abschluss ohne Anschluss)

Durch Übergangsbestimmungen blieb bis 2009 Zeit bestehende Berufslehren an das neue Gesetz anzupassen, andere Bereiche wie die höheren Fachschulen befinden sich noch in der Umstellung.